# Јоп тер Хел
Јоп тер Хел (хол. Joop ter Heul) јесте измишљени лик истоимене девојачке пенталогије. Дело је холандске књижевнице Сетске де Хан (1889—1948), која је писала под псеудонимом Сиси ван Марксфелт. Јоп је смела и тврдоглава. Прве четири књиге, објављиване од 1919. до 1925, говоре о Јоп у средњој школи, одраслој доби и браку. Познате су по томе што су утицале на Ану Франк. Последња, пета књига, написана је тек двадесет година касније. Овим ликом су инспирисане истоимена холандска серија из 1968, као и мјузикл.

## Критике
Јоп тер Хел је била мета критика холандских социјалиста, који су је сматрали начином пропагирања буржоазије. Критичари су сматрали да су приче „нестварне, те нису наводиле девојке на прави пут“. Група психолога тог времена сматрала је да је Јоп популарна зато што је имала богатсво, које многи тада, у међуратном периоду, нису имали.
Остали коментари су већином били позитивни. Иако Јоп стварно припада друштвеној елити, она није недостижна као филмске звезде. Свако се може поистоватити са њом или се надати таквој судбини за своју ћерку. Додатно могу рећи да, иако је књига спој истине и фантазије, преовладава истина. Ово је изјавио ауторкин муж Лео Бек.